# Generals Highway
La Generals Highway est une route du comté de Tulare, en Californie, dans l'ouest de États-Unis. Cette route de montagne de la Sierra Nevada traverse le parc national de Kings Canyon, le Giant Sequoia National Monument et le parc national de Sequoia. Elle franchit plusieurs ponts, parmi lesquels le Clover Creek Bridge et le Lodgepole Bridge forment sous le nom de Generals' Highway Stone Bridges un district historique inscrit au Registre national des lieux historiques depuis le 13 septembre 1978.